# Kuang-an
Kuang-an (čínsky pchin-jinem Guǎng'ān, znaky 广安) je městská prefektura v Čínské lidové republice, kde patří k provincii S’-čchuan. Celá prefektura má rozlohu 6 291 čtverečních kilometrů a žije v ní tři a čtvrt milionu obyvatel.
Krajina je na východě hornatá, na západě plochá a ve středu kopcovitá; Kuang-an leží na okraji Sečuánské pánve v nadmořských výškách od 185 metrů nad mořem do 1704 metrů nad mořem. Středem prefektury protéká řeka Čchü, západní částí řeka Ťia-ling-ťiang.
V prefektuře leží vesnice Pchaj-fang patřící k městu Sie-sin, kde je muzeum v rodném domě Tenga Siao-pchinga.

## Administrativní členění
Městská prefektura Kuang-an se člení na šest celků okresní úrovně, a sice dva městské obvody, jeden městský okres a tři okresy.
| Kuang-an Čchien-feng okres · Jüe-čch’ okres · Wu-šeng okres · Lin-šuej městský okres · Chua-jing |        |                       |                    |                                  |
| Název                                                                                            | Název  | Počet obyvatel (2020) | Rozloha km² (2020) | Hustota zalidnění (obyv. na km²) |
| český přepis                                                                                     | znaky  | Počet obyvatel (2020) | Rozloha km² (2020) | Hustota zalidnění (obyv. na km²) |
| Městské obvody                                                                                   |        |                       |                    |                                  |
| Kuang-an                                                                                         | 广安区 | 744 115               | 1 027              | 725                              |
| Čchien-feng                                                                                      | 前锋区 | 232 255               | 503                | 462                              |
| Městský okres                                                                                    |        |                       |                    |                                  |
| Chua-jing                                                                                        | 华蓥市 | 272 332               | 416                | 655                              |
| Okresy                                                                                           |        |                       |                    |                                  |
| Jüe-čch’                                                                                         | 岳池县 | 742 747               | 1 474              | 504                              |
| Wu-šeng                                                                                          | 武胜县 | 555 897               | 961                | 578                              |
| Lin-šuej                                                                                         | 邻水县 | 707 537               | 1 911              | 370                              |
|                                                                                                  |        |                       |                    |                                  |
| Celkem                                                                                           | Celkem | 3 254 883             | 6 291              | 517                              |